# 兆麟街 (哈尔滨)
兆麟街是黑龙江省哈尔滨市道里区的一条马路。

## 历史
1903年，俄罗斯统治的中东铁路工程局在修建哈尔滨站的同时，为了保证对铁路系统的给水塔供水，自松花江修建输水管至哈尔滨站，同时在管道上方修筑了此路，称“水道街”。1946年3月9日，东北抗日联军创建人李兆麟在此街遇害。1946年3月24日，改为兆麟街，以纪念李兆麟。

## 沿线设施
(由北至南)
- 黑龙江省歌舞剧院
- 中国共产党哈尔滨市委员会
- 李兆麟将军遇害处
- 哈尔滨市第一中学
- 麦凯乐
- 哈尔滨新一百
- 哈尔滨圣·索菲亚教堂
- 曼哈顿商务酒店